# Nahr El Barouk
Nahr El Barouk ou la rivière de Barouk est une rivière libanaise prenant sa source dans une grotte à Barouk sur le Mont-Liban. Elle est l'une des deux branches mères du fleuve Nahr El Awali.